# Светльо & The Legends
„Светльо & The Legends“ е българска ска и рок група, сформирана в началото на 2007 г.
Неин фронтмен е Светослав Витков, известен с участието си в „Хиподил“.

## Състав
- Светослав Витков – вокал
- Чавдар Вълчев – китара (2007 – 2010)
- Венци Мицов – клавир, музикално програмиране, аранжименти (2007 – 2010)
- Владимир Митин – тромпет
- Александър Борисов – тромбон
- Борислав Рашков – бас китара
- Петър Александров – барабани, перкусии
- Иван Мечкаров – акордеон (2010-*)
- Николай Добрев - Мъни – китара (2011-*)

## Дискография
- Булгарно (2007)
- IBAN (2011)

## Любопитно
Светльо и Венци се кандидатират за президент и вицепрезидент на предстоящите Президентски избори в България (2011).